# Kaczorów (stacja kolejowa)
Kaczorów − nieczynna stacja kolejowa w Kaczorowie, w Polsce, w województwie dolnośląskim. Znajduje się w północnej części wsi.
Do 1945 przystanek nosił nazwę Ketschdorf. W 1946 przejeżdżały tędy dwie pary pociągów z Marciszowa do Wojcieszowa Górnego. Przewozy są tu prowadzone od 1896. 1 października 1995 zlikwidowano ruch pasażerski, a wkrótce też towarowy, który jednak wznowiono w 2008 do kamieniołomów w Wojcieszowie Górnym. Przystanek posiadał dawniej mijankę, magazyn towarowy i toaletę, z których pozostał obecnie tylko budynek dworcowy (mieszkania).